# 핫타촌 (야마나시현)
핫타촌(八田村)은 야마나시현 나카코마군에 존재했던 촌이다. 지명은, 개간지임을 나타내는 "하리타"(治田)에 유래했다.

## 역사
가마나시강 일대에는 수해를 입기 쉬운 곳이여서 개발이 늦어지고 고고유적도 부족하다. 노우시지마 북쪽 끝의 아카야마에 인접한 니오자키시 류오정에서 이어지는 지역에는 약간 조몬 시대의 주거지의 흔적을 볼수가 있다.
헤이안 시대 후기부터 가마쿠라 시대에는 가이겐지 가문이 고후 분지 각지로 진출하지만 촌역의 재지 영주는 분명하지 않다. 니라사키시 부근에 위치한 아마리장을 영한 가이치조씨나 남알프스시 카가미 부근의 카가미소를 영한 카가미씨 등 인접 지역에는 카이겐씨 유력씨족의 흔적이 보여 어느 하나의 지배하에 속했던 것으로 생각된다.
미나미알프스시 다카오의 호미신샤 소장 텐푸쿠 원년 12월 15일(1234년 1월 23일) 명의 정체로 보이는 가마나시 강 우안 일대를 가리키는 「하치타마키」에 대해 천문 13년(1544년)에는 하치타마키의 후신으로 여겨지는 하치타장을 나타내는 사료가 있어 중세에는 개발이 진행되어 마키에서 장원으로 발전했다고 생각된다.
근세·근대에는 양잠도 피웠지만, 전후에는 포도, 복숭아 외에 키위 와인등의 과수 재배로 이행해, 키위 와인의 양조나, 겨울의 남서풍(야쓰가타케치)을 이용한 고로시의 생산도 행해지고 있다.
- 1956년 5월 3일 - 미카게촌, 다노오카촌이 합병해 성립하였다.
- 2003년 4월 1일 - 시라네정, 아시야스촌, 와카쿠사정, 구시가타정, 고사이정과 합병해 미나미알프스시가 성립하여, 동일 핫타촌은 폐지되었다.

## 참고문헌
- 影山正美「「椀貸し伝説」考-市の始原的風景を探る-」『甲斐路 No70 -市特集号-』山梨郷土研究会、1991年